# Ренарс Кауперс
Ренарс Кауперс (латис. Renārs Kaupers; *1 вересня 1974, Єлгава) — лідер та вокаліст латвійського рок-гурту Brainstorm (Prāta Vētra).
Кауперс закінчив факультет журналістики Латвійського університету зі ступенем бакалавра у 1996 році. Одружений, має трьох синів.
У 2000 році Brainstorm посів третє місце на конкурсі Євробачення із піснею «My Star». У 2003 році Кауперс разом із переможницею попереднього фестивалю Марією Наумовою був ведучим Євробачення у Ризі, а в 2005 році — телешоу Congratulations, присвячене п'ятидесятирічному ювілею Євробачення.
Кауперс знімався в кіно. У 2000 році він зіграв головну роль у фільмі Яніса Стрейча «Містерія старої управи» і отримав за цю роль найвищу латвійську кінопремію Великий Кристап як найкращий актор року. Він також зіграв роль другого плану у фільмі «Георг» про оперного співака Георга Отса у 2006 році.
У 2005 році Кауперс був нагороджений естонським Орденом Білої зірки. У 2008 році він отримав латвійський Орден Трьох зірок.
Регулярно запрошується в журі фестивалю КВН «Голосящий КіВіН» (2003, 2004, 2005, 2006, 2009).
Зимою 2007 року спільно із Євгеном Гришковцем та гуртом «Бігуді» записав кавер на пісню «На заре».